# Dezső Lemhényi
Dezső Lemhényi   (Budapest, 9 de desembre de 1917 - Budapest, 4 de desembre de 2003) va ser un waterpolista, àrbitre i entrenador de waterpolo hongarès que va competir durant les dècades de 1940 i 1950. Va estar casat amb la gimnasta Olga Tass i l'actriu Lenke Lorán.
El 1948 va prendre part en els Jocs Olímpics de Londres, on va guanyar la medalla de plata en la competició de waterpolo. Quatre anys més tard, als Jocs de Hèlsinki, va guanyar la medalla d'or en la mateixa competició.
En el seu palmarès també destaquen sis lligues hongareses. El 1998 fou inclòs a l'International Swimming Hall of Fame.